# Lüleburgaz
Lüleburgaz (tracă Bergula, greacă Αρκαδιούπολις, latină Arcadiopolis)  este un oraș din Turcia.

## Istorie
În apropiere se afla cetatea bizantină Arkadioupolis.